# あいづ陸上競技場
あいづ陸上競技場（あいづりくじょうきょうぎじょう）は福島県会津若松市の「会津総合運動公園」にある陸上競技場である。

## 概要
本競技場は会津地域のスポーツ・レクリエーション拠点として、また様々なスポーツ・文化のイベントとしてもつかわれることを念頭に建設されたものである。
また、これまで会津若松市には会津総合運動公園とは別に鶴ヶ城公園（鶴ヶ城三之丸跡地）にある「会津陸上競技場」という別の陸上競技場があるが、陸上トラックが土であるため、日本陸上競技連盟の公認記録として認められないなどの課題を抱えており、福島県や東北地方規模の大会の開催誘致のための公認競技場の建設が求められていたという事情もある。
こけら落としの一環として、2013年5月12日に第15回日本フットボールリーグ「福島ユナイテッドFC対ツエーゲン金沢」を開催した。ジャパンフットボールリーグの福島FC時代を含め、会津若松市でJリーグ発足以後の全国規模のサッカーリーグ公式戦は初開催であった。
また2014年7月20日には同市初のJリーグ公式戦（J3リーグ）として福島ユナイテッド対FC琉球戦が開催。2015年以降も福島ユナイテッドは当競技場で毎年1試合リーグ戦を開催している。

## 施設概要
- 2013年4月1日開業
- 日本陸上競技連盟第3種公認競技場
- 収容人員　7300人（メインスタンド=座席　1490人、車いす席　10人、バック・ゴール裏スタンド=芝生席　5800人）
- 全天候型トラック（1周400m×8コース）
- 天然芝　107m×71ⅿ（サッカー・ラグビー公式戦に適合）
- 練習トラック　北東側の芝生席外側に4レーン（一部3レーン）と、跳躍用砂場・助走路あり